# Carceleras (Romanza)
Carceleras es una romanza o aria para soprano o mezzosoprano lírica del segundo acto de la zarzuela cómica Las hijas del Zebedeo, con música de Ruperto Chapí y letra de José Estremera. 

## Historia
Fue estrenada en el Teatro Maravillas, el 9 de julio de 1889. Esta romanza la interpreta el personaje de Luisa, quien por su ignorancia crea multitud de embrollos y malentendidos. El tema es también es conocido como "Al pensar en el dueño de mis amores" y ha formado parte del repertorio de grandes divas de la lírica como Montserrat Caballé, Victoria de los Ángeles, Conchita Supervía, Teresa Berganza y artistas extranjeras como Jadranka Jovanovic o Elina Garanča.

## Letra
Al pensar en el dueño
de mis amores,
siento yo unos mareos
encantadores.
Bendito sea
aquel picaronazo
que me marea.
A mi novio yo le quiero
porque roba corazones
con su gracia y su salero.
El me tiene muy ufana
porque hay muchas que le quieren
y se quedan con las ganas.
Caprichosa yo nací,
y le quiero solamente,
solamente para mí.
Que quitarme a mí su amor
es lo mismo que quitarle
las hojitas a una flor.
Yo me muero de gozo
cuando me mira,
y me vuelvo jalea
cuando suspira.
Si me echa flores
siento el corazoncito
morir de amores.
Porque tiene unos ojillos
que me miran entornados,
muy gachones y muy pillos,
y me dicen ¡ay! lucero,
que por esa personita
me derrito yo y me muero.
- Datos: Q5748998